# Rockstar Games presents Table Tennis
Rockstar Games Presents Table Tennis  är ett bordtennis-simulationsspel utvecklat av Rockstar San Diego och utgivet av Rockstar Games. Spelet släpptes ursprungligen till Xbox 360 den 23 maj  2006 i Nordamerika och den 26 maj samma år i Europa. Det utgavs senare till Wii den 17 oktober 2007 i Nordamerika och två dagar senare i Europa. Spelet simulerar sporten bordtennis där det huvudsakliga målet är att få motståndaren att missa bollen.  
Spelet innehåller olika alternativ för att serva och returnera bollen för att kunna besegra motståndaren. Spelare kan tävla mot spelets AI, och i spelets flerspelarläge kan två spelare möta varandra i matcher, antingen via ett lokalt läge eller online. Spelet utvecklades från början specifikt till konsolen Xbox 360. Utvecklarna använde sig av hårdvarans grafikkapacitet och strävade efter en snabbare takt i spelet jämfört med den i tidigare hårdvara. Spelet var det första att utvecklas med Rockstars spelmotor Rockstar Advanced Game Engine (RAGE), vilken senare användes i spel som Grand Theft Auto IV och Red Dead Redemption. 
Spelets tillkännagivande i mars 2006 ledde till förvirrade och överraskade reaktioner på grund av dess betydligt annorlunda upplägg jämfört med Rockstars tidigare projekt. Det fick ett mestadels positivt mottagande vid dess lansering, och fick särskild beröm för dess enkelhet, återspelningsvärde och grafik. 

## Spelupplägg
Rockstar Games Presents Table Tennis är ett simulationsspel av sporten bordtennis. I spelet spelar två motståndare en boll fram och tillbaka mellan varandra och målet är att få den andra spelaren att misslyckas returnera bollen. Spelare har möjlighet att utmana varandra i ett flerspelarläge, antingen offline eller online, eller välja att tävla mot spelets AI. Spelare kan välja i en lista bland elva karaktärer som låses upp allt eftersom spelarna fortskrider. Varje karaktär har specifika färdigheter inom olika områden. Spelet innehåller två spellägen. I "Tournament" deltar spelare i turneringar och möter en mängd motståndare i olika mästerskap. I "Exhibition" utmanar spelare enstaka motståndare i icke-rankade matcher.
När spelaren påbörjar en serve intas en position eller stans. Under denna position kan spelare sikta med bollen, välja mängden skruv och kraft för placering av bollen, något som indikeras av en mätare. Efter att motståndaren returnerat bollen har spelaren möjlighet att "ladda" deras slag. När slagen laddas ökar den så kallade "Focus"-mätaren. När denna mätare fylls kommer spelaren i ett "Full Focus"-läge där deras slag är snabbare och mer precisa. Spelaren kan också utföra mjuka slag och smashar, vilket minskar eller ökar bollens hastighet, samt ”Focus Shots”, kraftfulla returer som hjälper spelaren replikera svåra slag.
Wii-versionen av spelet har tre olika kontrollscheman. "Standard", där kontrollen Wii Remote används, "Sharp Shooter", där den analoga kontrollen på konsolens Nunchuk används vid placering av bollen, samt "Control Freak" där Nunchukens styrspak kontrollerar spelarens position.  

## Utveckling

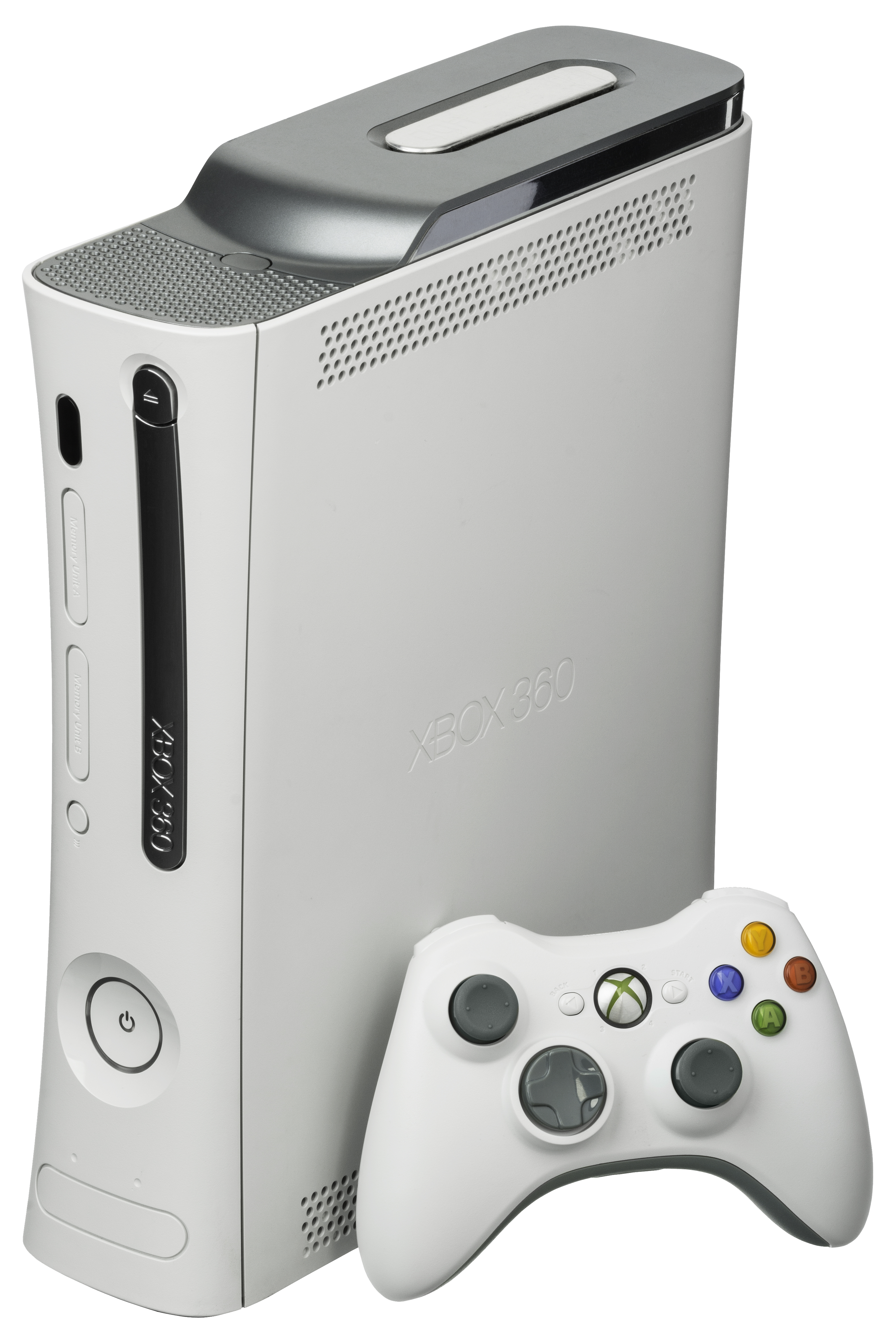
Rockstar Games Presents Table Tennis utvecklades till Xbox 360. Utvecklarna utnyttjade hårdvarans grafik och ansåg att den möjliggjorde en snabbare utveckling av spel jämfört med tidigare hårdvara.

Det preliminära jobbet på Rockstar Games Presents Table Tennis inleddes 2005, innan utannonseringen av Xbox 360, som spelet utvecklades till. Kärngruppen bakom spelet, Rockstar San Diego, kom fram till att hårdvaran tillät dem utveckla spel i en högre takt jämfört med tidigare hårdvara. Sam Houser på Rockstar tyckte att spelstudion Rockstar San Diego var en passande utvecklare till spelet på grund av deras färdigheter i att utveckla avancerade spelmotorer, särskilt tidigt i en konsolgeneration och nämnde racingspelen Midnight Club: Street Racing och Smuggler's Run, båda från 2000, som släpptes i samband med lanseringen av Playstation 2. Houser sade också att trots att spelfysiken kunde uppnås på den gamla hårdvaran, väntade utvecklingslaget på möjligheten att utveckla till Xbox 360 på grund av den ”annorlunda nivån av produktion och teknologi” som den tillät. När spelkonceptet utvecklades fascinerades utvecklingslaget av att koncentrera hela kraften hos en specifik hårdvara till en aktivitet.
Spelet använder sig av spelmotorn Rockstar Advanced Game Engine (RAGE) och är det första spelet som gör det. Spelmotorn användes senare till andra projekt så som Grand Theft Auto IV från 2008, Red Dead Redemption från 2010, Max Payne 3 från 2012 och Grand Theft Auto V från 2013.
Nätverksprogrammeraren John Gierach ansåg att utvecklingen av flerspelarläget var utmanande, på grund av graden av realism som utvecklingslaget lyckades skapa. Farten och exaktheten som krävdes i spelet var också en utmaning för utvecklingslaget på grund av det snabba tempot i matcherna. Under diskussionerna kring möjligheten att portera spelet till Wii, kom utvecklingslaget snabbt överens om att de tyckte att konsolen "passade perfekt" till spelet. När de utvecklade Wii-versionen av spelet övervägde dem huruvida spelet skulle passa alla typer av spelare, och möjliggjorde därefter flera olika kontrollscheman.
Spelet offentliggjordes av Rockstar Games den 3 mars 2006. Flera journalister noterade de överraskade reaktioner som tillkännagivandet orsakade inom spelindustrin, något som de härledde till spelets betydligt annorlunda stil jämfört med Rockstars rykte som en utvecklare av datorspel med vuxna teman. Spelet släpptes till Xbox 360 den 23 maj 2006 i Nordamerika, och den 26 maj 2006 i Europa. Den 18 juli 2007 utannonserade Rockstar att spelet skulle porteras till Wii och där kontrollen Wii Remote skulle användas. Spelversionen till Wii släpptes den 17 oktober 2007 i Nordamerika och den 19 oktober 2007 i Europa.

## Mottagande
| Mottagande      | Mottagande                                                   |
| Samlingsbetyg   | Samlingsbetyg                                                |
| Tjänst          | Betyg                                                        |
| --------------- | ------------------------------------------------------------ |
| Gamerankings    | 82.48% (85 recensioner) (X360) 69.61% (36 recensioner) (Wii) |
| Metacritic      | 81/100 (75 recensioner) (X360) 68/100 (36 recensioner) (Wii) |
| Recensionsbetyg |                                                              |
| Publikation     | Betyg                                                        |
| Eurogamer       | (X360) (Wii)                                                 |
| Gamespot        | (X360) (Wii)                                                 |
| IGN             | [ 26 ] [ 27 ]                                                |
| Videogamer.com  | (X360) (Wii)                                                 |

Rockstar Games Presents Table Tennis fick mestadels positiva recensioner vid dess lansering. Metacritic gav genomsnittsbetyget 81 av 100 baserat på 75 recensioner av Xbox 360-versionen, och 68 av 100 grundat på 36 recensioner av Wii-versionen. Gamerankings tilldelade det genomsnittsbetyget 82,48% baserat på 85 recensioner av Xbox 360-versionen, samt 69,61% grundat på 36 recensioner till Wii-versionen. Kritikerna lyfte särskilt fram spelupplägget, de visuella detaljerna, enkelheten och flerspelarläget online.      
De tekniska aspekterna av spelet, som grafiken och animationen, fick beröm. Douglass C. Perry från IGN tyckte att grafiken och motion capture-delen var "exceptionell", och att animationen var "vacker". Han hyllade också det stabila bilder per sekund-systemet. Ryan Davis från Gamespot skrev att karaktärerna var designade med "fenomenal detaljrikedom", men ansåg att "det finns inte mycket annat att titta på". Dan Amrich på webbsidan Gamesradar berömde spelets spelarmodeller och ljuseffekter och sade att de "gör så att hårdvaran kommer till imponerande men lekfull användning". Tom Orry från Videogamer.com tyckte att det visuella förbättrade spelupplägget, i synnerhet lyfte han fram mindre detaljer så som spelarmodellerna och bollens fysik.
Flera recensenter ansåg spelupplägget vara enkelt men effektivt. Perry från IGN uttryckte att spelupplägget var "djupt och beroendeframkallande", och att kontrollerna var intuitiva. Amrich från Gamesradar hade liknande åsikter och skrev att kontrollerna "känns tillgängliga utan att avskräcka 'seriösa' sportspelare", och Orry från Videogamer.com kallade kontrollerna för "smarta". Tom Bramwell från Eurogamer lovordade också spelets enkelhet.
Spelets flerspelarläge fick beröm av flera recensenter. Amrich ansåg att flerspelarläget utökade spelets återspelningsvärde och gav spelare en anledning att återvända till spelet "långt efter [de har] lärt sig svagheterna" hos de spelbara karaktärerna. Orry och Bramwell beskrev båda flerspelarläget online som "utmärkt", den förre lade märke till mindre lagg men skrev att "prestationen generellt var mycket bra".
När spelet porterades till Wii fick de tillagda kontrollerna på Wii Remote positiv respons. Mark Bozon från IGN tyckte att de var en förbättring jämfört med de ursprungliga kontrollerna och kallade det ett "enormt intyg på Rockstars design". Ellie Gibson från Eurogamer sade att de ändrade kontrollerna fungerar "perfekt", och ansåg att de vara intuitiva och "lätta att begripa". Davis skrev att kontrollerna "fungerar ganska bra", men tyckte att de misslyckades med att komplettera spelupplägget. Orry hade en annan åsikt och ansåg att de ursprungliga kontrollerna "har mer djup" än de till Wii.
Efter dess förhandsvisningar på Electronic Entertainment Expo vann spelet utmärkelsen "Bästa sportspel" från Gamespot, och fick en nominering från IGN. Spelet fick också nomineringar för "Bästa sportspel" från Gametrailers.